# Égypte aux Jeux olympiques d'été de 2016
L'Égypte participe aux Jeux olympiques d'été de 2016 à Rio de Janeiro au Brésil du 5 août au 21 août. Il s'agit de sa 22e participation à des Jeux d'été.

## Médaillés

### Médailles de bronze
| Sport                   | Discipline            | Athlète(s)      | Performance                | Date    |
| Médailles de bronze : 3 |                       |                 |                            |         |
| Haltérophilie           | Moins de 77 kg hommes | Mohamed Mahmoud | 361 kg                     | 10 août |
| Haltérophilie           | Moins de 69 kg femmes | Sara Ahmed      | 255 kg                     | 10 août |
| Taekwondo               | Moins de 57 kg femmes | Hedaya Wahba    | 1-0 contre Raheleh Asemani | 18 août |

| Médailles par sport | Médailles par sport            | Médailles par sport                | Médailles par sport                 | Médailles par sport | Médailles par sport |
| ------------------- | ------------------------------ | ---------------------------------- | ----------------------------------- | ------------------- | ------------------- |
| Sport               | Médaille d'or, Jeux olympiques | Médaille d'argent, Jeux olympiques | Médaille de bronze, Jeux olympiques | Total               | Rang                |
| Haltérophilie       | 0                              | 0                                  | 2                                   | 2                   | 21e                 |
| Taekwondo           | 0                              | 0                                  | 1                                   | 1                   | 14e                 |

| Médailles par jour | Médailles par jour | Médailles par jour             | Médailles par jour                 | Médailles par jour                  | Médailles par jour |
| ------------------ | ------------------ | ------------------------------ | ---------------------------------- | ----------------------------------- | ------------------ |
| Jour               | Date               | Médaille d'or, Jeux olympiques | Médaille d'argent, Jeux olympiques | Médaille de bronze, Jeux olympiques | Total              |
| 1er                | 6 août             | 0                              | 0                                  | 0                                   | 0                  |
| 2e                 | 7 août             | 0                              | 0                                  | 0                                   | 0                  |
| 3e                 | 8 août             | 0                              | 0                                  | 0                                   | 0                  |
| 4e                 | 9 août             | 0                              | 0                                  | 0                                   | 0                  |
| 5e                 | 10 août            | 0                              | 0                                  | 2                                   | 2                  |
| 6e                 | 11 août            | 0                              | 0                                  | 0                                   | 0                  |
| 7e                 | 12 août            | 0                              | 0                                  | 0                                   | 0                  |
| 8e                 | 13 août            | 0                              | 0                                  | 0                                   | 0                  |
| 9e                 | 14 août            | 0                              | 0                                  | 0                                   | 0                  |
| 10e                | 15 août            | 0                              | 0                                  | 0                                   | 0                  |
| 11e                | 16 août            | 0                              | 0                                  | 0                                   | 0                  |
| 12e                | 17 août            | 0                              | 0                                  | 0                                   | 0                  |
| 13e                | 18 août            | 0                              | 0                                  | 1                                   | 1                  |
| 14e                | 19 août            | 0                              | 0                                  | 0                                   | 0                  |
| 15e                | 20 août            | 0                              | 0                                  | 0                                   | 0                  |
| 16e                | 21 août            | 0                              | 0                                  | 0                                   | 0                  |
| Total              | Total              | 0                              | 0                                  | 3                                   | 3                  |

| Médailles par sexe | Médailles par sexe             | Médailles par sexe                 | Médailles par sexe                  | Médailles par sexe |
| ------------------ | ------------------------------ | ---------------------------------- | ----------------------------------- | ------------------ |
| Sexe               | Médaille d'or, Jeux olympiques | Médaille d'argent, Jeux olympiques | Médaille de bronze, Jeux olympiques | Total              |
| Hommes             | 0                              | 0                                  | 1                                   | 1                  |
| Femmes             | 0                              | 0                                  | 2                                   | 2                  |
| Mixte              | 0                              | 0                                  | 0                                   | 0                  |
| Total              | 0                              | 0                                  | 3                                   | 3                  |

## Athlétisme

### Homme

#### Course
| Athlètes       | Compétitions | Série         | Série | Demi-Finales  | Demi-Finales | Finale  | Finale  |
| -------------- | ------------ | ------------- | ----- | ------------- | ------------ | ------- | ------- |
| Athlètes       | Compétitions | Temps         | Rang  | Temps         | Rang         | Temps   | Rang    |
| Anas Beshr     | 400 mètres   | DSQ           | /     | Eliminé       | Eliminé      | Eliminé | Eliminé |
| Hamada Mohamed | 800 mètres   | 1 min 46 s 65 | 4e    | 1 min 48 s 17 | 8e           | Eliminé | Eliminé |

#### Concours
| Athlétes               | Compétitions      | Série    | Série | Finale   | Finale  |
| ---------------------- | ----------------- | -------- | ----- | -------- | ------- |
| Athlétes               | Compétitions      | Résultat | Rang  | Résultat | Rang    |
| Mohamed Mahmoud Hassan | Lancer du marteau | 69,87 m  | 26e   | Eliminé  | Eliminé |

### Femme

#### Course
| Athlètes           | Compétitions | Série         | Série | Demi-Finales | Demi-Finales | Finale   | Finale   |
| ------------------ | ------------ | ------------- | ----- | ------------ | ------------ | -------- | -------- |
| Athlètes           | Compétitions | Temps         | Rang  | Temps        | Rang         | Temps    | Rang     |
| Fatma El Sharnouby | 800 mètres   | 2 min 21 s 24 | 8e    | Éliminée     | Éliminée     | Éliminée | Éliminée |
|                    |              |               |       |              |              |          |          |

## Aviron
Légende: FA = finale A (médaille) ; FB = finale B (pas de médaille) ; FC = finale C (pas de médaille) ; FD = finale D (pas de médaille) ; FE = finale E (pas de médaille) ; FF = finale F (pas de médaille) ; SA/B = demi-finales A/B ; SC/D = demi-finales C/D ; SE/F = demi-finales E/F ; QF = quarts de finale; R= repêchage
Hommes
| Athlète              | Compétition  | Séries        | Séries | Repêchage | Repêchage | Quarts de finale | Quarts de finale | Demi-finales  | Demi-finales | Finale        | Finale |
| Athlète              | Compétition  | Temps         | Rang   | Temps     | Rang      | Temps            | Rang             | Temps         | Rang         | Temps         | Rang   |
| -------------------- | ------------ | ------------- | ------ | --------- | --------- | ---------------- | ---------------- | ------------- | ------------ | ------------- | ------ |
| Abdelkhalek El-Banna | Skiff hommes | 7 min 34 s 05 | 3 QF   | exempt    | exempt    | 6 min 50 s 82    | 3 SA/B           | 7 min 13 s 55 | 5 FB         | 6 min 54 s 94 | 10     |
| Nadia Negm           | Skiff femmes | 9 min 14 s 55 | 3 QF   | exempt    | exempt    | 8 min 25 s 75    | 6 SC/D           | 8 min 39 s 50 | 6 FD         | 8 min 09 s 47 | 24     |

## Cyclisme

### Cyclisme sur piste
Vitesse
| Athlète       | Compétition                 | Qualification | Qualification | 1er tour                 | Repêchages 1             | 2e tour                  | Repêchages 2             | Quarts de finale         | Demi-finales             | Finale                   | Finale |
| Athlète       | Compétition                 | Temps Vitesse | Rang          | Adversaire Temps Vitesse | Adversaire Temps Vitesse | Adversaire Temps Vitesse | Adversaire Temps Vitesse | Adversaire Temps Vitesse | Adversaire Temps Vitesse | Adversaire Temps Vitesse | Rang   |
| ------------- | --------------------------- | ------------- | ------------- | ------------------------ | ------------------------ | ------------------------ | ------------------------ | ------------------------ | ------------------------ | ------------------------ | ------ |
| Ebtisam Zayed | Vitesse individuelle femmes |               |               |                          |                          |                          |                          |                          |                          |                          |        |

## Handball masculin
L'équipe d'Égypte de handball masculin gagne sa place pour les Jeux en remportant le Championnat d'Afrique des nations de handball masculin 2016.
| Sélectionneur            | Sélectionneur        | Marwan Ragab             | Marwan Ragab | Marwan Ragab               |
| N°                       | Nom                  | Date de naissance et âge | Sél. (buts)  | Club                       |
| Gardiens de but          |                      |                          |              |                            |
| 72                       | Mahmoud Khalil       | 1er juin 1991            | 122 (0)      | El Jaish SC                |
| 88                       | Karim Handawy        | 1er mai 1988             | 256 (0)      | Al Ahly SC                 |
| Ailiers                  |                      |                          |              |                            |
| 15                       | Mohamed Amer         | 12 décembre 1987         | 150 (498)    | Al Ahly SC                 |
| 91                       | Mohamed Sanad        | 16 janvier 1991          | 120 (334)    | Komlói BSK                 |
| Arrières et Demi-centres |                      |                          |              |                            |
| 3                        | Mamdouh Abouebaid    | 1er janvier 1988         | 131 (397)    | Al Ahly SC                 |
| 9                        | Eslam Isaa           | 2 juillet 1988           | 204 (617)    | Club africain              |
| 19                       | Mohamed El-Bassiouny | 10 juin 1990             | 110 (360)    | Sporting Club d'Alexandrie |
| 20                       | Mohamed Hashem       | 23 janvier 1988          | 210 (712)    | Aviation SC                |
| 66                       | Ahmed El-Ahmar       | 27 janvier 1984          | 397 (1351)   | Zamalek SC                 |
| 90                       | Ali Zein             | 14 décembre 1990         | 231 (703)    | Al-Jazira Club             |
| Pivot                    |                      |                          |              |                            |
| 8                        | Mahmoud Ramadan      | 7 mars 1984              | 305 (912)    | Al Ahly SC                 |
| 24                       | Ibrahim El-Masry     | 11 mars 1989             | 175 (423)    | Al Ahly SC                 |
| 25                       | Wisam Nawar          | 14 février 1990          | 99 (296)     | Sporting Club d'Alexandrie |
| 89                       | Mohamed Mamdouh      | 4 janvier 1989           | 210 (953)    | Zamalek SC                 |

## Lutte
- Enas Mostafa

## Natation
| Athlète      | Épreuve        | Séries  | Séries | Demi-finales | Demi-finales | Finale            | Finale   |
| Athlète      | Épreuve        | Temps   | Rang   | Temps        | Rang         | Temps             | Rang     |
| ------------ | -------------- | ------- | ------ | ------------ | ------------ | ----------------- | -------- |
| Farida Osman | 100 m papillon | 57 s 83 | 11e    | 58 s 26      | 11e          | Éliminée          | Éliminée |
| Reem Kaseem  | 10 km          | NC      | NC     | NC           | NC           | 2 h 05 min 19 s 1 | 25e      |

| Athlète          | Épreuve     | Séries        | Séries | Demi-finales | Demi-finales | Finale            | Finale  |
| Athlète          | Épreuve     | Temps         | Rang   | Temps        | Rang         | Temps             | Rang    |
| ---------------- | ----------- | ------------- | ------ | ------------ | ------------ | ----------------- | ------- |
| Ahmed Akram      | 400 m libre | 3 min 49 s 46 | 27e    | NC           | NC           | Éliminé           | Éliminé |
| Marwan Elkamash  | 400 m libre | 3 min 47 s 43 | 16e    | NC           | NC           | Éliminé           | Éliminé |
| Marwan El-Amrawy | 10 km       | NC            | NC     | NC           | NC           | 1 h 59 min 17 s 2 | 23e     |

## Tir à l'arc
| Athlète       | Compétition       | Tour préliminaire | Tour préliminaire | 1er tour                       | 2e tour          | 3e tour          | Quarts de finale | Demi-finales     | Finale           | Finale |
| Athlète       | Compétition       | Score             | Rang              | Adversaire Score               | Adversaire Score | Adversaire Score | Adversaire Score | Adversaire Score | Adversaire Score | Rang   |
| ------------- | ----------------- | ----------------- | ----------------- | ------------------------------ | ---------------- | ---------------- | ---------------- | ---------------- | ---------------- | ------ |
| Ahmed El-Nemr | Individuel hommes | 644               | 51e               | Battu par Taylor Worth 0 - 6   | non qualifié     | non qualifié     | non qualifié     | non qualifié     | non qualifié     | 41e    |
| Reem Mansour  | Individuel femmes | 596               | 56e               | Battue par Lin Shih-chia 0 - 6 | non qualifiée    | non qualifiée    | non qualifiée    | non qualifiée    | non qualifiée    | 48e    |

## Volley-ball

### Tournoi masculin
L'équipe d'Égypte de volley-ball se qualifie pour les Jeux en remportant le tournoi de qualification olympique africain.